# Varbak Point
Der Varbak Point (englisch; bulgarisch нос Върбак nos Warbak) ist eine vereiste Landspitze an der Südwestküste von Smith Island im Archipel der Südlichen Shetlandinseln. Sie liegt 8,45 km südwestlich des Kap Smith, 8,5 km nordöstlich des Sredets Point sowie 4,63 km östlich des Mount Pisgah auf der Südwestseite der Einfahrt der Pakusha Cove.
Bulgarische Wissenschaftler kartierten sie 2009. Die bulgarische Kommission für Antarktische Geographische Namen benannte sie 2015 nach der Ortschaft Warbak im Nordosten Bulgariens.